# Középfoltos pattanó
A középfoltos pattanó (Ampedus sanguinolentus) a pattanóbogár-félék családjába tartozó, Eurázsiában honos bogárfaj. 

## Megjelenése
A középfoltos pattanó testhossza 10-12 mm. Feje, előtora és pajzsocskája (scutellum) fekete, finom, barna szőrözöttséggel. Szárnyfedői vörösek, középen változó méretű, nagy, fekete folttal; általában feltűnően nagy és ritkán a szárnyfedők egész hosszára és szélességének több mint felére is kiterjedhet; míg máskor csak egy sötét vonal a szárnyfedők varratának középtáján. Ismert majdnem teljesen vörös (immaculatus) formája is. Feje kicsi, domború, finoman pontozott. Csápjai fűrészesek, a hím esetében kissé erősebben. Az előtor domború, hátsó sarkainál a legszélesebb; felszíne finoman pontozott. A pajzsocska viszonylag nagy, pontozottsága sűrűbb az előtorénál. A szárnyfedők szélei kb. kétharmadukig párhuzamosan futnak, majd ívesen lekerekített csúcsba keskenyednek. Felszínén jól látható, pontsorokkal nyomatékosított barázdák futnak, árkuk néha feketés. Lábaik teljesen feketék vagy lábfejük (tarsus) halványabb. 

## Elterjedése
Eurázsiában honos, a Brit-szigetektől egészen a Távol-Keletig és Hokkaidó szigetéig. Európában viszonylag gyakori, Észak-Skandinávia kivételével mindenütt megtalálható. Magyarországon rokonai közül a leggyakoribb.

## Életmódja
Üde alföldi és dombvidéki lomberdők, ártéri erdők, láperdők lakója. Különféle lombos fákon, elsősorban tölgyön, égeren, hárson és nyíren él. Az imágókkal áprilistól július végéig lehet találkozni. Kora tavasszal még a kéreg alá húzódnak, de ahogyan melegedik az idő különféle fehér virágokra (pl. galagonya vagy ernyősök) költöznek táplálkozni. Egyébként korhadó, nedves fatörzseken, ágakon, gyökereken mászkálnak. A párzásra május-júniusban kerül sor, majd a nőstények a korhadó fák kérge alá, fájába rakják le petéiket. A lárvák alapvetően ragadozók, főleg virágbogár-félék lárváit eszik, de feltehetően a többi pattanóbogár-lárvához hasonlóan bomló növényi anyagokat is fogyasztanak. Három-négy éven át fejlődnek, majd nyár végén a fakéreg alatti bábkamrájukban bebábozódnak. A kikelő imágó a bábkamrában marad és áttelel; a következő tavaszon válik aktívvá. 

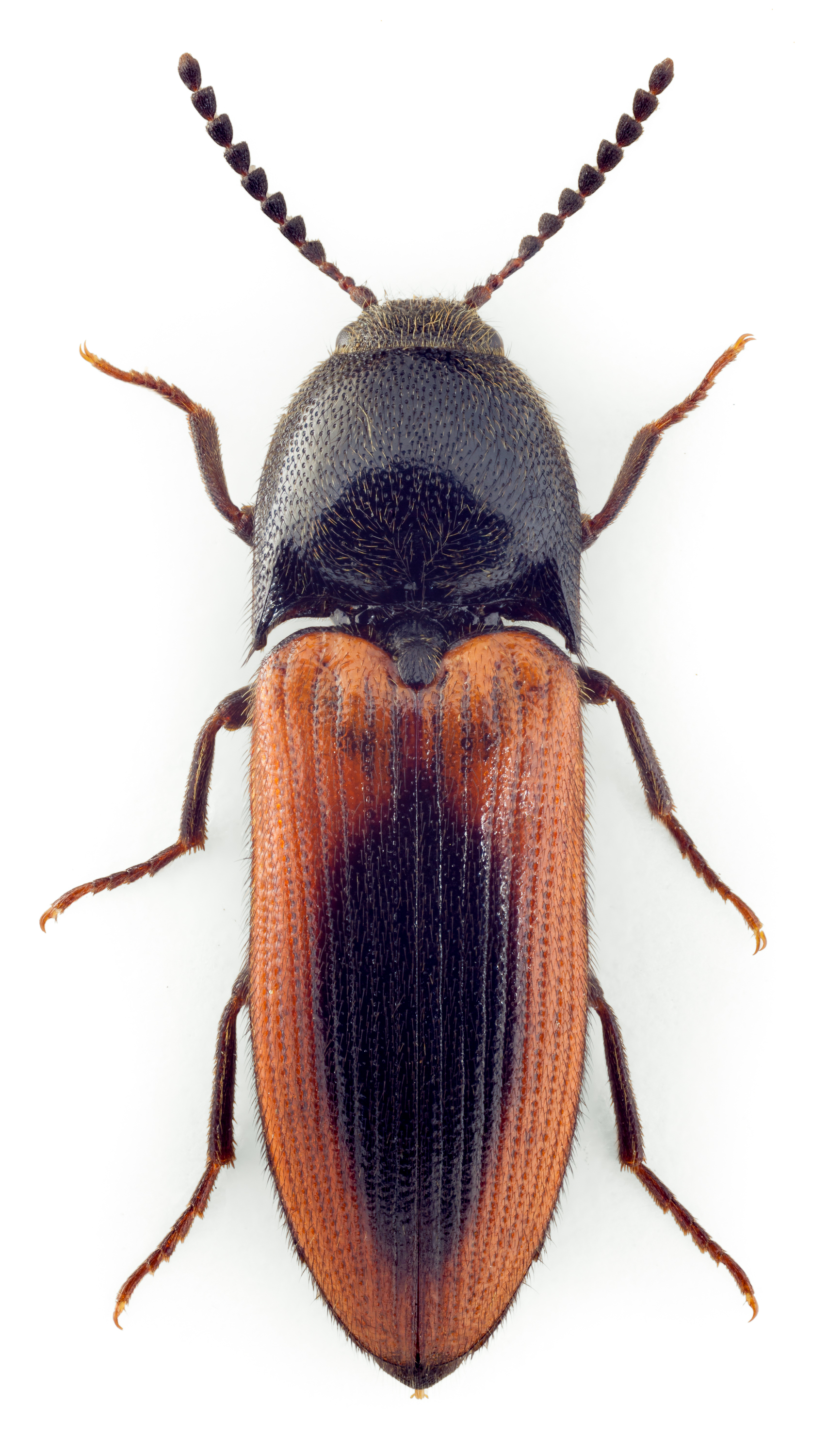
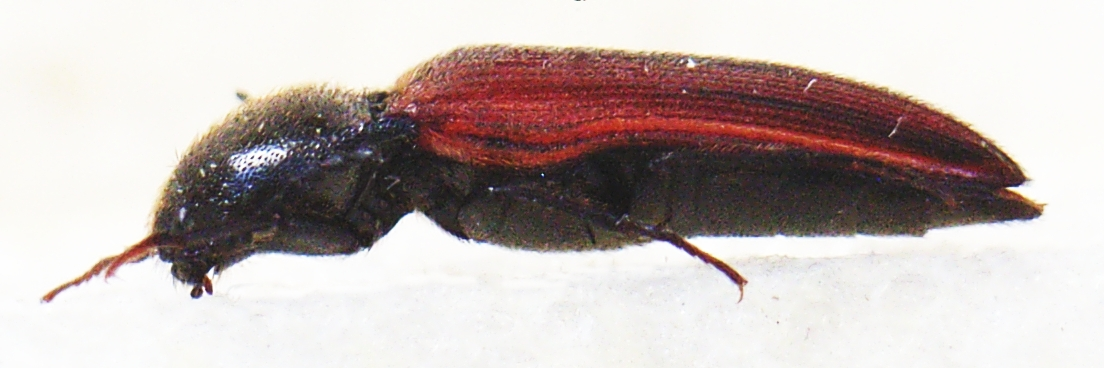
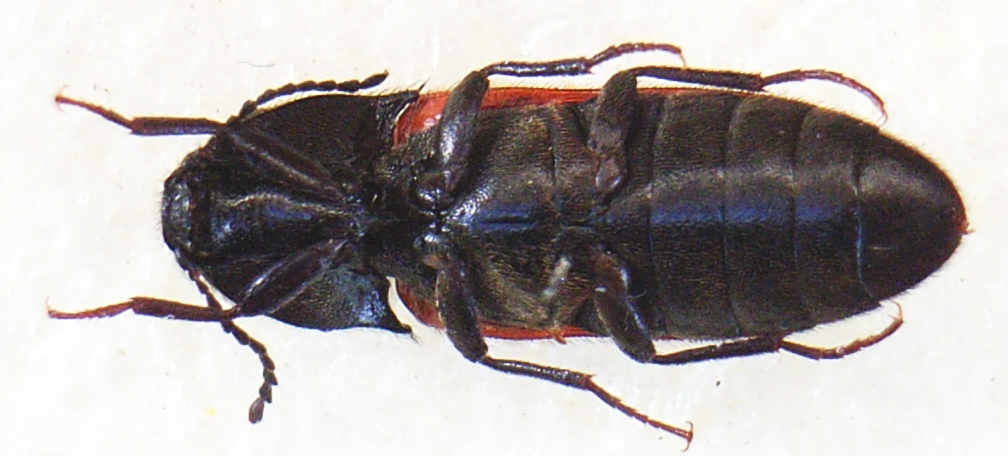
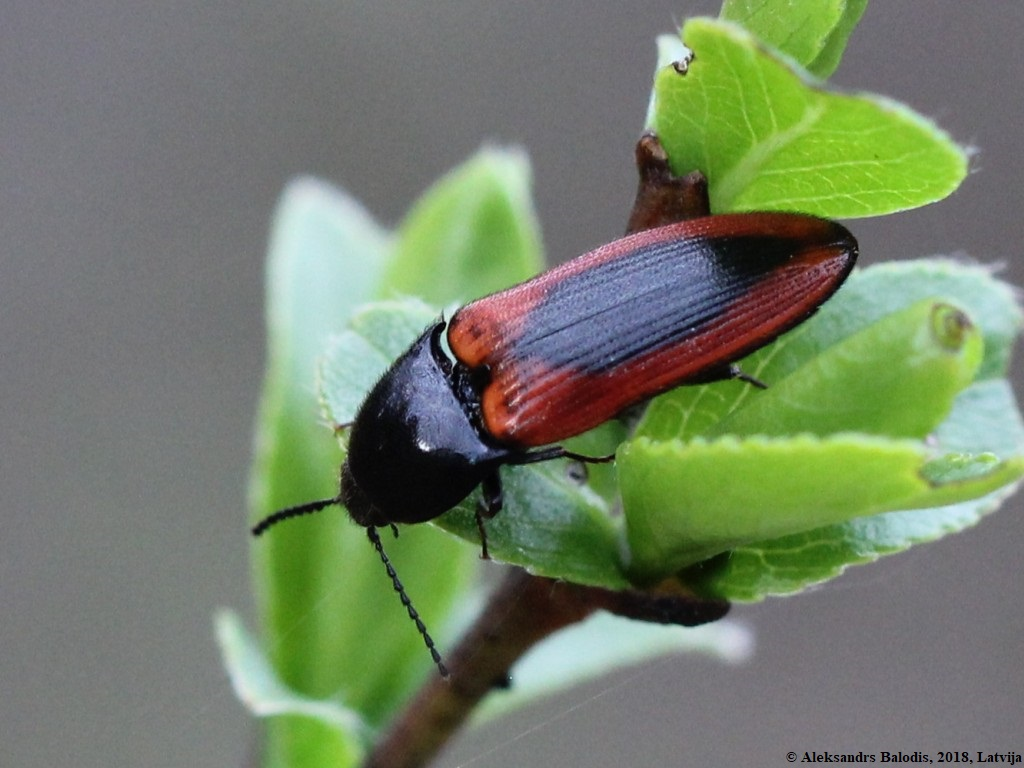
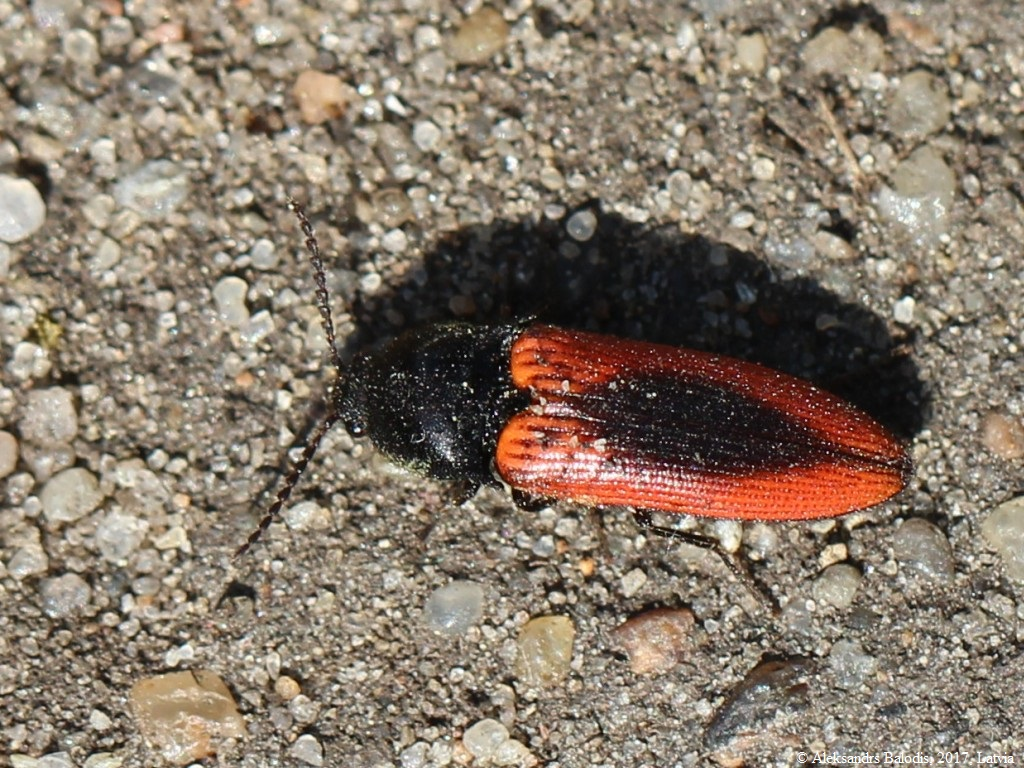

Magyarországon nem védett. 